# Gonomyia (Leiponeura) siculifera
Gonomyia (Leiponeura) siculifera is een tweevleugelige uit de familie steltmuggen (Limoniidae). De soort komt voor in het Australaziatisch gebied.